# Aga-Bouriatie

Drapeau de l'Aga-Bouriatie

L’Aga-Bouriatie (en russe, Аги́нский-Буря́тский автоно́мный о́круг) est un ancien sujet fédéral de Russie. 

## Histoire

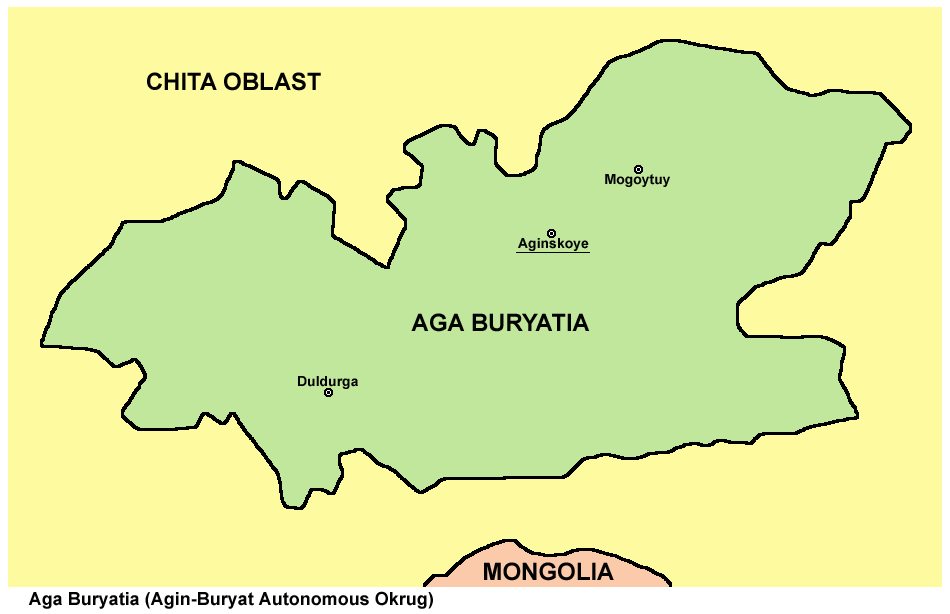

Okroug (district) autonome détaché de l’ancien oblast de Tchita en 1937, l'Aga-Bouriatie fusionne avec ce dernier pour former le kraï de Transbaïkalie le 1er mars 2008.

## Démographie
Au recensement de 2002, le district avait une population de 72 213 habitants, répartis sur les 19 312,3 km2 de superficie du territoire. Le centre administratif était Aguinskoïe, peuplée d'environ 10 000 habitants.